# Центр современного искусства им. Сергея Курёхина
Санкт-Петербургское государственное учреждение культуры «Центр современного искусства им. Сергея Курёхина» — коммерческий культурный центр в Санкт-Петербурге, основанный в 2004 году.
Художественный руководитель — Анастасия Курехина.
Вручаемая награда — Премия Сергея Курёхина в области современного искусства.

## Описание
Центр Курехина организует выставки изобразительного искусства, художественные мероприятия и фестивали. Несколько раз в год здесь проходят фестивали экспериментальной музыки, кино и искусства.
Центр также является резиденцией Фонда Сергея Курёхина, собирающего документацию о композиторе.
Базирующийся в Центре музей Сергея Курёхина собирает коллекцию произведений искусства и архивных материалов. Коллекция примерно делится на две группы: архив Сергея Курёхина и работы современных художников — представителей ленинградского андеграунда, авторов, так или иначе связанных с «Поп-Механикой», друзей Курёхина, а также работы номинантов Премии им. Курёхина, участников «Видеоформы» и других фестивалей.
Организация, подведомственная Комитету по культуре Санкт-Петербурга.
Предыдущий адрес: Средний пр. В.О., д. 93 (в 2003—2016, бывший кинотеатр «Прибой»); текущий адрес — Лиговский проспект, 73 (4 этаж).

## Регулярные мероприятия
- Премия Сергея Курёхина в области современного искусства (с 2010 года)
- Международный фестиваль видеоарта «Видеоформа» (с 2010 года)
- Мультимедийный фестиваль электронного искусства «Электро-Механика». Представляет различные грани электронного аудиовизуального искусства: экспериментальную и танцевальную музыку, видеоарт, инсталляции и перформансы.
- Международный фестиваль Сергея Курёхина SKIF. Проводятся Благотворительным фондом Сергея Курёхина с 1997 года. Первые два прошли в 1997 и 1998 годах в Нью-Йорке, с 1999-го фестиваль ежегодно проводится в Петербурге[2].
- World Music фестиваль «Этно-Механика»